# Château des Bouleaux
Le château des Bouleaux, ou villa Wittouck, situé près du carrefour des Quatre Bras de Tervueren, fut construit pour Frantz Wittouck par l'architecte Octave Flanneau. Cette villa fut un haut lieu de la vie culturelle et musicale de Bruxelles.
Claude Debussy lui-même, vint y interpréter lors d'un concert privé quelques œuvres de piano : Soirée dans Grenade, Jardins sous la pluie, son Quatuor, les Proses lyriques et les Chansons de Bilitis.

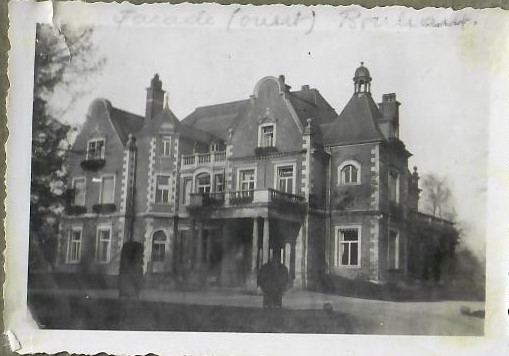
Villa Wittouck Les Bouleaux en 1935.